# Уфимский государственный нефтяной технический университет

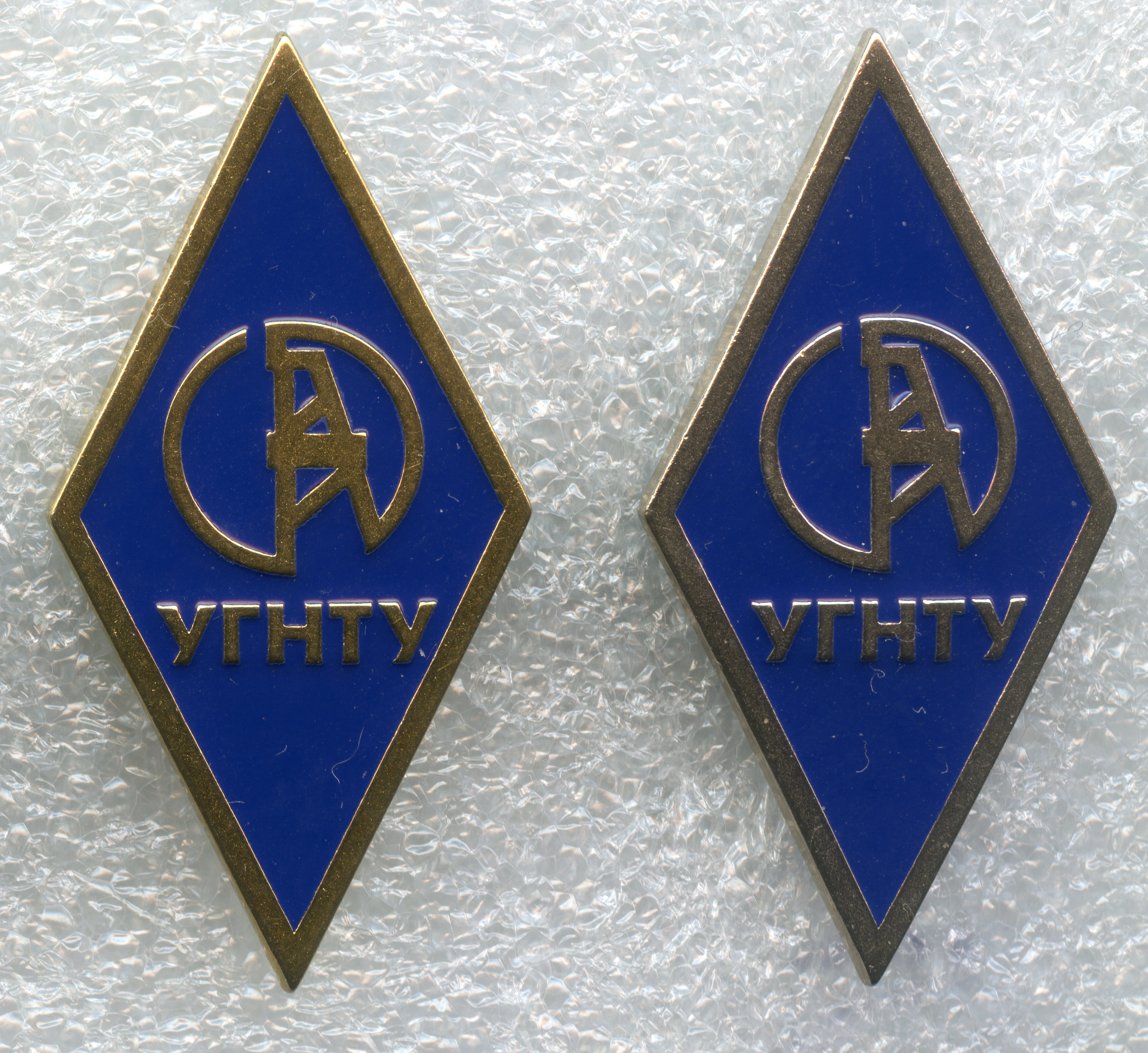
Знаки за окончание УГНТУ.

Уфимский государственный нефтяной технический университет (баш. Өфө дәүләт нефть техник университеты) — технический университет в городе Уфa. Один из региональных опорных университетов..
Полное название — Федеральное государственное бюджетное образовательное учреждение высшего образования «Уфимский государственный нефтяной технический университет»

## История университета
В октябре 1941 года в город Уфа (в настоящее время Орджоникидзевский район города Уфа) был эвакуирован Московский нефтяной институт имени академика И. М. Губкина.
В ноябре 1943 года нефтяной институт возвратился в Москву, а в Черниковске (впоследствии — Уфе) был организован филиал.
1 апреля 1948 года на базе филиала Московского нефтяного института имени И. М. Губкина организован Уфимский нефтяной институт (УНИ).
22 ноября 1993 года Уфимский нефтяной институт преобразован в Уфимский государственный нефтяной технический университет (УГНТУ).
c 23 мая 2011 года полное наименование Федеральное государственное бюджетное образовательное учреждение высшего профессионального образования Уфимский государственный нефтяной технический университет (ФГБОУ ВПО УГНТУ).
УГНТУ имеет три студенческих городка. Один располагается в Орджоникидзевском районе г. Уфа, второй на улице Чернышевского, третий в микрорайоне «Зелёная роща». Во втором обучаются студенты Института экосистем бизнеса и креативных индустрий (ИЭС), в третьем обучаются студенты архитектурно-строительного института и двух кафедр горно-нефтяного факультета.
По состоянию на 1995 год в УГНТУ обучалось на дневном отделении — 5,4 тыс. и вечернем и заочном отделениях — 1,4 тыс. студентов. К этому времени в общей сложности было подготовлено более 47 тыс. инженеров (включая более 130 иностранных специалистов-нефтяников) по 22 специальностям. На 54 кафедрах работало 750 преподавателей, среди которых 18 академиков и 5 членов-корреспондентов АН РБ и отраслевых академий. 74 человека имели учёную степень доктора наук и 450 кандидата наук.
С 1996 года является полноправным членом Международной ассоциации университетов (МАУ). В университете проводится обучение в магистратуре, аспирантуре и докторантуре.
В 2015—2016 учебном году произошла реорганизация УГНТУ путём присоединения к УГНТУ в качестве структурного подразделения «Уфимского государственного университета экономики и сервиса». C 21 декабря 2015 года полное наименование Университета — Федеральное государственное бюджетное образовательное учреждение высшего образования «Уфимский государственный нефтяной технический университет» (ФГБОУ ВО «УГНТУ»).
В 2021 году УГНТУ стал участником базовой части программы «Приоритет 2030», а также вошёл в число 46 вузов России, которые получат спецчасть гранта в рамках программы «Приоритет 2030».

## Структура
Факультеты и институты:

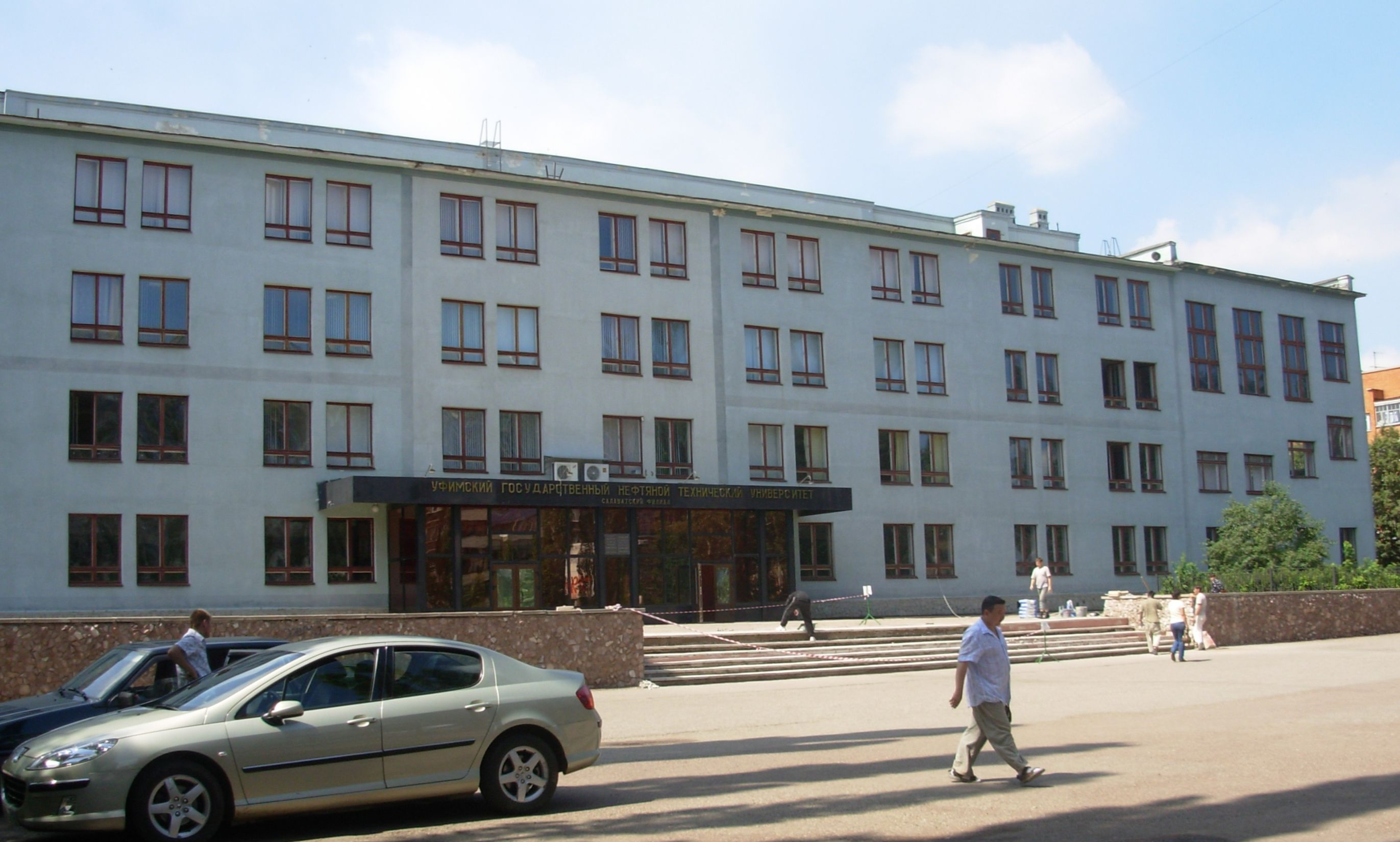
Институт нефтепереработки и нефтехимии ФГБОУ ВО «УГНТУ» в г. Салавате

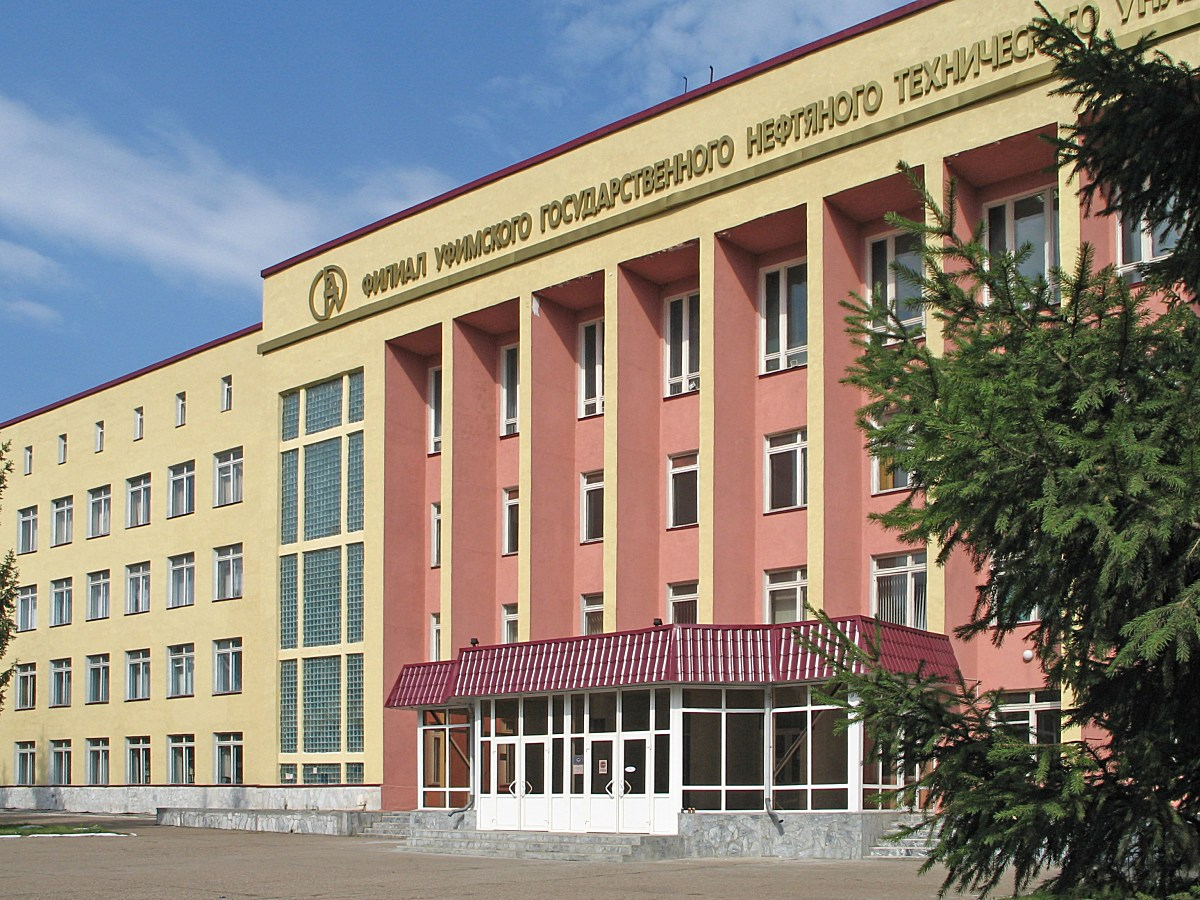
Институт химических технологий и инжиниринга ФГБОУ ВО «УГНТУ» в г. Стерлитамаке

- Горно-нефтяной факультет (ГНФ) [3]
- Институт цифровых систем, автоматизации и энергетики (IT-институт)
- Институт нефтегазового инжиниринга и цифровых технологий (ИНИЦТ)
- Институт нефтегазового бизнеса (ИНБ)
- Уфимская высшая школа экономики и управления (УВШЭУ)
- Факультет трубопроводного транспорта (ФТТ)[3]
- Технологический факультет (ТФ)[3]
- Высшая школа информационных и социальных технологий (ВыШка ИнСоТех)
- Архитектурно-строительный институт (АСИ)[3]
- Факультет заочного обучения (ФЗО)
- Институт экосистем бизнеса и креативных индустрий (ИЭС)
- Институт дополнительного профессионального образования (ИДПО);
- Институт химических технологий и инжиниринга ФГБОУ ВО «УГНТУ» в г. Стерлитамаке (ИХТИ)
- Институт нефтепереработки и нефтехимии ФГБОУ ВО «УГНТУ» в г. Салавате (ИНН)
- Институт нефти и газа ФГБОУ ВО «УГНТУ» в г. Октябрьском (ИНГ)

Кафедры:
- «Автоматизация технологических процессов и производств»
- «Автомобильные дороги, мосты и транспортные сооружения»
- «Архитектура»
- «Биохимия и технологии микробиологических производств»
- «Бурение нефтяных и газовых скважин»
- «Водоснабжение и водоотведение»
- «Вычислительная техника и инженерная кибернетика»
- «Газохимия и моделирование химико-технологических процессов»
- «Геология и разведка нефтяных и газовых месторождений»
- «Геофизические методы исследований»
- «Гидрогазодинамика трубопроводных систем и гидромашины»
- «Комплексный инжиниринг и компьютерная графика»
- «Иностранных языков»
- «Философии истории и социального инжиниринга»
- «Информационные технологии и математика»
- «Корпоративных финансов и учетных технологий»
- «Математические методы в экономике и финансы»
- «Материаловедение и защита от коррозии»
- «Механика и конструирование машин»
- «Нефтегазопромысловое оборудование»
- «Нефтехимия и химическая технология»
- «Общая, аналитическая и прикладная химия»
- «Социальных и политических коммуникаций»
- «Пожарная и промышленная безопасность»
- «Прикладные и естественнонаучные дисциплины»
- «Экоинжиниринг, природообустройство и экологические технологии»
- «Промышленная безопасность и охрана труда»
- «Промышленная теплоэнергетика»
- «Разработка и эксплуатация газовых и нефтегазоконденсатных месторождений»
- «Разработка и эксплуатация нефтегазовых месторождений»
- «Русский язык и литература»
- «Сооружение и ремонт газонефтепроводов и газонефтехранилищ»
- «Строительные конструкции»
- «Социальные и политические коммуникации»
- «Технологические машины и оборудование»
- «Технология нефти и газа»
- «Технология нефтяного аппаратостроения»
- «Транспорт и хранение нефти и газа»
- «Туризм, ресторанный и гостиничный сервис»
- «Физика»
- «Физическая и органическая химия»
- «Физическое воспитание»
- «Цифровые технологии и моделирование»
- «Уфимская высшая школа экономики и управления»
- «Экономика и стратегическое развитие»
- «Эксплуатация наземного транспорта в нефтегазовой промышленности и строительстве»
- «Электротехника и электрооборудование предприятий»
- «Электрооборудование и автоматика промышленных предприятий»

## Научная деятельность
В УГНТУ проводятся научные исследования в области бурения, разработки и добычи нефти и газа, их транспортировки и хранения. Изучаются способы синтеза новых материалов, углубления переработки углеводородного сырья, повышения коррозионной устойчивости и долговечности нефтехимического, нефтепромыслового и нефтегазотранспортного оборудования. А также разработки строительных материалов и технологических процессов. 

## Рейтинги
В 2014 году агентство «Эксперт РА», включило ВУЗ в список лучших высших учебных заведений Содружества Независимых Государств, где ему был присвоен рейтинговый класс «D».
В 2022 году занял 1501—1650 место в Международном рейтинге «Три миссии университета». Также в 2022 году занял 55 место в рейтинге RAEX «100 лучших вузов России» и 62 место в рейтинге влиятельности вузов России (RAEX), 2022.
В предметных рейтингах RAEX Уфимский государственный нефтяной технический университет входит в списки лучших вузов по 8 направлениям подготовки.